# Ев'ятар Нево
Ев'ятар «Ейбі» Нево (івр. אביתר נבו; нар. 2 лютого 1929,Тель-Авів, Підмандатна Палестина) — ізраїльський біолог-еволюціоніст; засновник Інституту еволюції та почесний професор Хайфського університету. Лауреат Премії Ізраїлю; іноземний член Національної академії наук США та Національної академії наук України.

## Біографія
Народився 2 лютого 1929 року в тель-авівському районі Нахалат-Іцхак в родині Лії (уродженої Ґольдіс) та Давіда Левісів.
Цікавість до теорії еволюції викликала книга Джуліана Гакслі «Еволюція: сучасний синтез»
Був одружений із Сарою Шнайдер від шлюбу з якою народилося двоє дітей: син, Таль Нево загинув у Війні Судного дня у віці 19 років та донька Оріт Нево засновниця студії «Сучасний ізраїльський цирк».

## Визнання та нагороди
- Іноземний член Лондонського Ліннеївського товариства (1990)[5]
- Почесний член Українського ботанічного товариства (1995)
- Іноземний член Національної академії наук України (1997)[2]
- Іноземний член Національної академії наук США (2000)
- Почесний член Американської спілки маммалогів (2002)[6]
- Почесний професор Гіссенського університету (2010)[7]
- Лауреат ізраїльської Премії Ландау[he] (2011)[8]
- Лауреат Премії Ізраїлю (2016)